# Shevchenko (Pávlovskaya, Krasnodar)
Shevchenko (del ruso: Шевченко) es un jútor del raión de Pávlovskaya del krai de Krasnodar, en Rusia. Está situado en la orilla derecha del río Sosyka, afluente del Yeya, 4 km al noroeste de Pávlovskaya y 137 km al nordeste de Krasnodar, la capital del krai. Tenía 455 habitantes en 2010.
Pertenece al municipio Pávlovskoye.